# Standardblanket for lejeaftaler
Standardblanket for lejeaftaler er en autoriseret formular, der anvendes i lejeaftaler om beboelseslejligheder, herunder blandede lejemål, og værelser i private udlejningsejendomme i Danmark. Denne blanket sikrer, at lejeaftalerne er i overensstemmelse med den gældende lovgivning og hjælper både lejer og udlejer.

## Typeformular A
Typeformular A er den autoriserede standardblanket, der skal anvendes ved lejeaftaler om beboelseslejligheder. Gennem tiden er formularen blevet opdateret flere gange for at afspejle ændringer i lejelovgivningen. Ofte omtales formularen ved sin forkortelse.
| Udgave     | Forkortelse | Ikrafttrædelsesdato | Obligatorisk fra | Ophævet            | Bekendtgørelse             |
| ---------- | ----------- | ------------------- | ---------------- | ------------------ | -------------------------- |
| 7. udgave  | A7          | 2. januar 1996      | 1. juni 1996.    | 3. marts 2002      | BEK nr. 1037 af 15/12/1995 |
| 8. udgave  | A8          | 12. september 2001  | 4. marts 2002    | 30. september 2015 | BEK nr. 780 af 31/08/2001  |
| 9. udgave  | A9          | 1. juli 2015        | 1. oktober 2015  | 31. december 2023  | BEK nr. 790 af 15/06/2015  |
| 10. udgave | A10         | 1. september 2022   | 1. januar 2023   |                    | BEK nr. 1214 af 30/08/2022 |

Nedenfor følger en kort beskrivelse af de seneste udgaver.

### Typeformular A, 7. udgave
Autoriseret af Bygge- og Boligstyrelsen til anvendelse i lejeaftaler om beboelseslejligheder og værelser. A7 ophævede tidligere autoriserede blanketter og blev obligatorisk for lejeaftaler indgået fra 1. juni 1996.

### Typeformular A, 8. udgave
Autoriseret af By- og Boligministeriet med opdateringer i henhold til ændringer i lejelovgivningen. A8 erstattede A7 og skulle anvendes for lejeaftaler indgået fra 4. marts 2002.

### Typeformular A, 9. udgave
Autoriseret af Ministeriet for By, Bolig og Landdistrikter. Fra 1. oktober 2015 blev det obligatorisk at anvende A9. En vigtig ændring var, at det ikke længere var tilladt at kræve, at det lejede skulle afleveres nyistandsat ved fraflytning, medmindre der var tale om vedligeholdelsesmangler.

### Typeformular A, 10. udgave
Den seneste udgave autoriseret af Indenrigs- og Boligministeriet. Fra 1. januar 2023 er det obligatorisk at anvende A10 ved nye lejeaftaler. En væsentlig ændring er, at det ikke længere er tilladt at aftale, at lejer skal betale forudbetalt leje, der overstiger lejen for opsigelsesperioden.

## Vigtigheden af at bruge den gældende formular
Det er essentielt at anvende den til enhver tid gældende standardblanket ved indgåelse af en lejeaftale. Brug af en forældet eller forkert formular kan medføre, at lejekontrakten erklæres ugyldig. I sådanne tilfælde vil lejeaftalen falde tilbage på de generelle regler i lejelovgivningen, hvilket kan have betydelige konsekvenser for parterne.
Ved at anvende den korrekte formular sikrer man, at aftalen er juridisk bindende og i overensstemmelse med den på tidspunktet gældende lovgivning. Det reducerer risikoen for misforståelser og juridiske tvister mellem lejer og udlejer.

## Retspraksis
U 2006. 1325 V, 20-01-2006. 
Bestemmelse i lejekontrakt var ugyldig som følge af, at den ophævede typeformular A, 7. udgave var anvendt i stedet for typeformular A, 8. udgave
(Vestre Landsrets dom den 20. januar 2006 i anke 3. afd. B-0379-05) Lejer og udlejer indgik den 23. april 2002 en lejeaftale på boligministeriets autoriserede blanket, typeformular A, 7. udgave, hvori de aftalte, at lejer skulle aflevere det lejede nyistandsat.
Imidlertid var autorisation af typeformular A, 7. udgave ophævet med virkning for lejeaftaler, som blev indgået efter 4. marts 2002, og en ny udgave: "Typeformular A, 8. udgave" var autoriseret ved en bekendtgørelse, som trådte i kraft med virkning fra 12. september 2001.
Ved fraflytningen opstod en tvist om, hvorvidt lejer skulle betale for istandsættelsen.
Landsretten fandt, at autorisationen af ministeriets: "Typeformular A, 7. udgave" var ophævet, og blanketten derfor ikke længere autoriseret, hvorfor byrdefulde bestemmelser heri var ugyldige.
Det kunne ikke føre til et andet resultat, at typeformular A, 7. udgave og typeformular A, 8. udgave, på alle de for denne sag relevante punkter, var identiske, eller at lejer selv troede, at hun skulle betale for istandsættelse og havde underskrevet flyttesynsrapporten.
Kommentar: Når man bruger ministeriets autoriserede blanketter, bør udlejer derfor checke, at den sidste nye udgave af typeformularen benyttes, ellers risikerer udlejer, at han ikke kan påberåbe sig bestemmelser, som er mere byrdefulde for lejer end lovgivningen.

## Social- og Boligministeriet
Den seneste udgave af lejekontraktsformularen kan hentes på ministeriets hjemmeside:
Social- og Boligministeriet. Lejekontraktsformular for beboelse – Typeformular A, 10. udgave